# スコーグスシュルコゴーデン
座標: 北緯59度16分35秒 東経18度05分58秒 / 北緯59.27639度 東経18.09944度

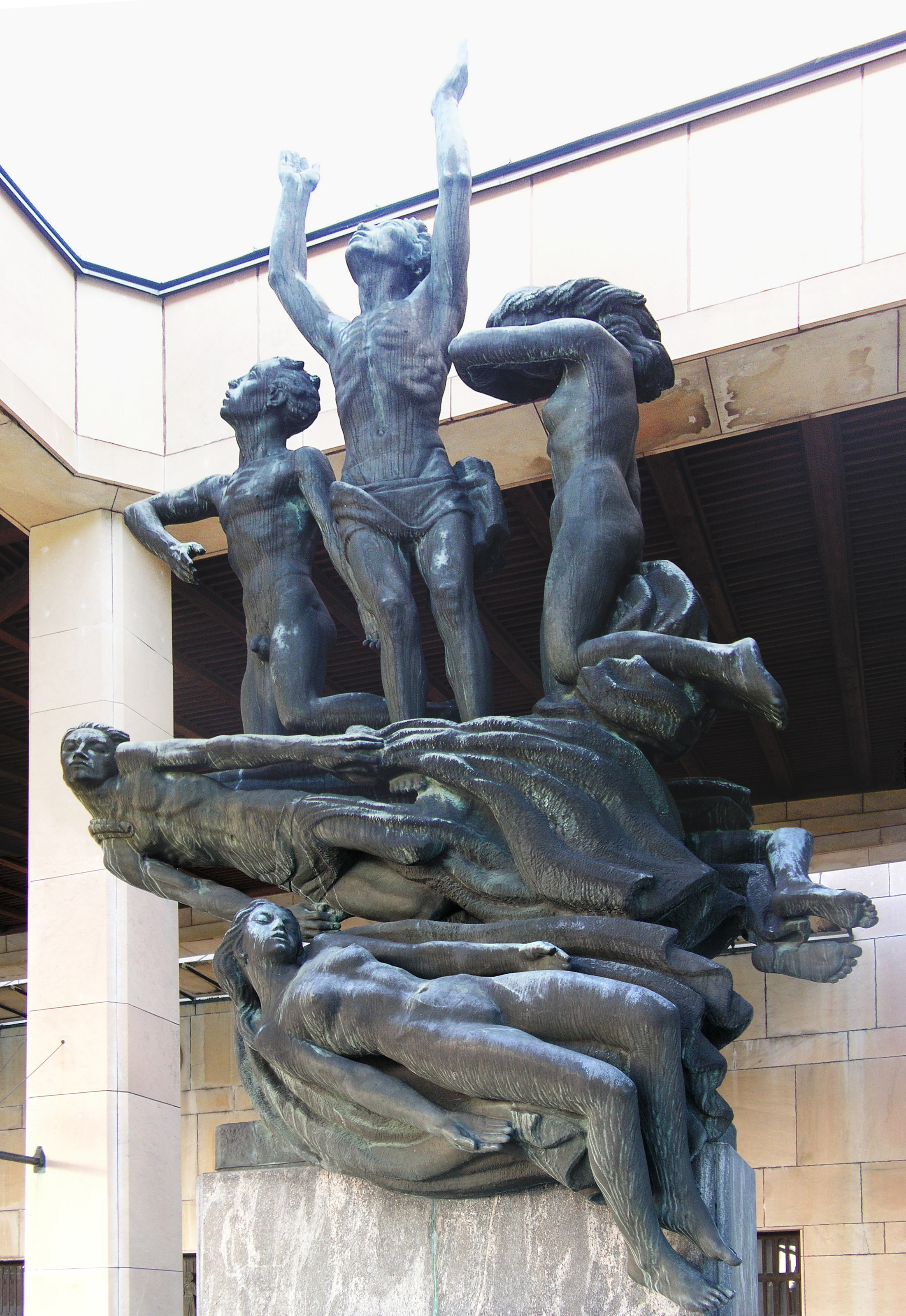
聖十字架礼拝堂の復活像

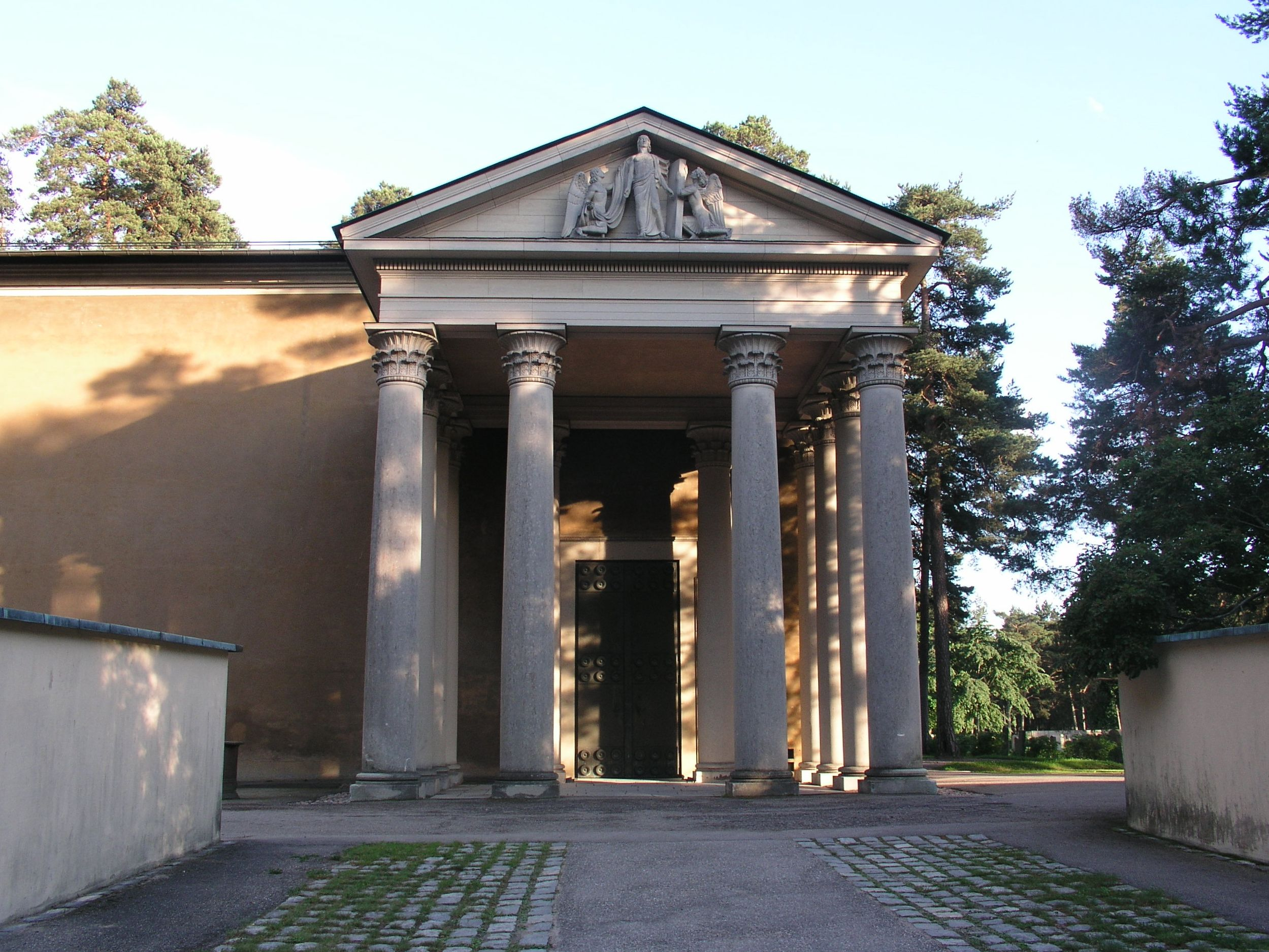
礼拝堂

スコーグスシュルコゴーデン（Skogskyrkogården, 森の墓地）は、スウェーデンの首都ストックホルム郊外にある共同墓地。設計コンセプトと造形には、ナショナル・ロマンティシズムから北欧新古典主義を経て、成熟した近代建築へと到達した同国の建築潮流の変遷が反映されている。

## 概要
スコーグスシュルコゴーデンは、ストックホルム南部のEnskedeを敷地として、1914年から1915年にかけて行われた新しい墓地の設計コンペ「ストックホルム南墓地国際コンペティション」の結果として生まれた。同国ではじめて火葬を前提とした葬祭場と墓地が計画されたことでも知られている（結果的には、この墓地の火葬場が完成したのは1940年であり、同国初ではない）。当時まだ無名であった若き建築家グンナール・アスプルンドとシーグルド・レヴェレンツの協同応募案が1等に選ばれ、2人が設計者として指名された。敷地は、松の木が生い茂った古い砂利の採石場であった。コンペの結果が発表されてから、この墓地の主要施設である森の火葬場が1940年に竣工するまで、25年間という異例の長期間にわたり設計と施工が続けられた。彼ら二人の建築家にとって事実上のメジャーデビュー作であり、特に1930年代半ば以降に森の火葬場を1人で担当することになったアスプルンドにとっては、竣工まで見届けた最後の作品となった。アスプルンドにとってこの墓地はだれもが認める彼の代表作であり、建築家としての生涯をこの作品に捧げた。アスプルンドの死後はレヴェレンツがランドスケープの設計を引き継いだが、彼らの死後も墓地の工事は現在まで断続的に続けられている。
1994年に、ユネスコの世界遺産に登録された。20世紀以降の建築作品としては、世界で最も早い登録であった。Tallum Pavilionでは、墓地に関する展示が見られるほか、これを手がけた2人の建築家についての展示を見ることができる。

## 建築史上における意義
スコーグスシュルコゴーデン（とくに以下は「森の火葬場」について）の建築史上における主な意義は、以下の通り。
1. 20世紀前半の建築潮流が次々に変化した時期に設計されたにもかかわらず、今日におよんでも古さを感じさせない時代を超越したデザインを確立したこと。
2. 単に効率よく葬儀や火葬を行うことができる機能的な解決にとどまらず、葬儀に参列する遺族の深層心理にまで踏み込んだ建築計画となっていること。
3. 北欧人にとって精神的な故郷といえる「森」へ還って行く人間の運命を、直感的に悟らせるような建築表現を実現したこと。
特に3は、進歩主義が全盛時代だった20世紀前半において、自然の一部として生きるべき人間の摂理を表現した建築作品として、現代の環境問題を先取りするかのような意識の次元にいち早く到達したことが高く評価できる。

## 埋葬されている主な有名人
- グンナール・アスプルンド (1885年 - 1940年)、建築家
- グレタ・ガルボ (1905年 - 1990年)、女優
- Ivar Lo-Johansson (1901年 - 1990年)、作家
- en:Oscar A. C. Lund (1885年 - 1963年)、サイレント映画の俳優・ディレクター
- Lennart "Nacka" Skoglund (1929年 - 1975年)、プロ・サッカー選手
- Alma Johansson (1880年 - 1970年)、伝道師
- Tim Bergling(Avicii)（1989年9月8日 - 2018年4月20日）、音楽プロデューサー

## 世界遺産

### 登録基準
この世界遺産は世界遺産登録基準のうち、以下の条件を満たし、登録された（以下の基準は世界遺産センター公表の登録基準からの翻訳、引用である）。
- (2) ある期間を通じてまたはある文化圏において、建築、技術、記念碑的芸術、都市計画、景観デザインの発展に関し、人類の価値の重要な交流を示すもの。
- (4) 人類の歴史上重要な時代を例証する建築様式、建築物群、技術の集積または景観の優れた例。